# تپه رستم (۱)
تپه رستم (۱) مربوط به عصر آهن است و در شهرستان دورود، بخش سیلاخور، دهستان چالانچولان، ۶۰۰ متری غرب روستای گاراژ واقع شده و این اثر در تاریخ ۲۸ شهریور ۱۳۸۶ با شمارهٔ ثبت ۱۹۵۴۸ به‌عنوان یکی از آثار ملی ایران به ثبت رسیده است.